# Симфония
Симфо́ния (греч. συμφωνία — «созвучие, стройное звучание, стройность») — музыкальное произведение для оркестра. Как правило, симфонии пишутся для большого оркестра смешанного состава (симфонического), но существуют и симфонии для струнного, камерного, духового и других оркестров; в симфонию могут вводиться хор и сольные вокальные голоса. Известны и такие разновидности жанра, как симфония-концерт (для оркестра с солирующим инструментом) и концертная симфония (от двух до девяти солирующих инструментов), родственные по своему строению концерту. По аналогии могут принимать название «симфония», вместе с элементами жанровой структуры, произведения для хора (хоровая симфония) или инструмента (особенно органа, реже — фортепиано). Симфония может сближаться с другими музыкальными жанрами, образуя такие гибридные жанры, как симфония-сюита, симфония-фантазия, симфония-поэма, симфония-кантата.
Классическая симфония (созданная композиторами венской классической школы) состоит, как правило, из четырёх частей, написанных в сонатной циклической форме; в XIX—XX веках широкое распространение получили композиции как с бо́льшим, так и с меньшим количеством частей.
В академической музыке симфония занимает то же место, какое в литературе принадлежит драме или роману. Она дала название новому, неизвестному прежде составу оркестра и самой значительной области инструментальной музыки — широкому спектру её форм и жанров, объединяемых понятием «симфоническая музыка».

## История термина
В античности — в Древней Греции и в Древнем Риме — «симфонией» называли благозвучное сочетание тонов, консонанс, часто в паре с противоположными по смыслу терминами — «диафония», то есть разнозвучие, разногласие, или «антифония» (буквально — «противозвучие»). Термин «симфония» в то время относили и к гармонии сфер, например в трактате Аристотеля «О небе», и к некоторым музыкальным инструментам. Пифагорейцы относили к симфониям (консонансам) октаву, квинту и кварту, все остальные созвучия — к диафониям (диссонансам). Птолемей, в отличие от пифагорейцев, считал консонансом также и ундециму. Те же значения для термина «симфония» использовались в теории музыки и у древних римлян, в том числе у крупнейшего римского учёного-музыканта Боэция.
Средневековая наука полностью унаследовала античные значения «симфонии». Список музыкальных инструментов, к которым изредка применялся этот термин, пополнился неким неидентифицированным видом барабана (в «Этимологиях» Исидора Севильского, VII в.), органистром (в трактате Псевдо-Муриса, XIII в.) и прочими местными — старофранцузскими, староанглийскими, старогерманскими и другими — разновидностями колёсной лиры.
В XVI веке слово «симфония» использовалось в названиях сборников мотетов и иной духовной — церковной или паралитургической — музыки, относилось оно к вокальному многоголосию. Пример такого использования — сборник знаменитого нотоиздателя Георга Рау «Симфонии приятные и к тому же краткие» (Symphoniae iucundae atque adeo breves; 1538), который содержит 52 четырёхголосных мотета известных композиторов XV—XVI веков. На рубеже XVI и XVII веков слово «симфония» встречается в названиях вокально-инструментальных композиций, например «Священные симфонии» Дж. Габриели (Sacrae symphoniae, 1597, и Symphoniae sacrae, 1615) и Генриха Шютца (Symphoniae Sacrae, 1629, 1647, 1650), а также в названиях инструментальных сочинений, как «Музыкальные симфонии» Лодовико Гросси да Виадана (Sinfonie musicali, 1610).
В XVI веке ещё не было чёткого разграничения между понятиями «соната», «симфония» и «концерт», и если, например, Джованни Габриели в конце XVI века называл «симфонией» созвучие голосов и инструментов, то Адриано Банкьери и Саломоне Росси в начале XVII столетия прилагали это понятие уже к совместному звучанию инструментов без голосов.
С момента рождения оперы, в самом конце XVI века, в ней всегда присутствовали инструментальные эпизоды: вступления к каждому акту, звукоизобразительные картины, развёрнутые танцевальные интермедии — любой такой эпизод именовался «симфонией». Со временем инструментальные эпизоды, вынесенные за рамки спектакля, превратились в относительно развитое и завершённое произведение, предваряющее действие, — увертюру. В XVII веке название «симфония» постепенно закрепилось за оркестровыми вступлениями (увертюрами) или интермедиями в инструментальных и вокально-инструментальных сочинениях — в сюитах, кантатах и операх.

## От оперной увертюры к мангеймской симфонии
В XVII веке в западноевропейской музыке сложились два типа оперных увертюр. Венецианская состояла из двух частей — медленной, торжественной и быстрой, фугированной; этот тип увертюры впоследствии получил развитие во французской опере. Введённый Алессандро Скарлатти в 1681 году неаполитанский тип увертюры состоял из трёх частей: 1-я и 3-я писались быстром темпе (аллегро), 2-я — в медленном (адажио или анданте). Заимствованная у скрипичной сонаты, эта форма постепенно стала доминирующей.
Оперные увертюры со временем стали исполняться и вне театра, в концертах, что способствовало превращению симфонии, уже в первой трети XVIII века (около 1730 года), в самостоятельный вид оркестровой музыки. Обособившись от оперы, симфония поначалу сохраняла и яркие, выразительные музыкальные темы, характерные для увертюры, и её развлекательный характер. У оперы ранняя симфония заимствовала и гомофонный тип многоголосия: её становление как особого жанра непосредственно связано с нормативной эстетикой классицизма, предполагавшей чёткую иерархию высшего и низшего, главного и второстепенного, центрального и подчинённого; однако именно в опере гомофонное письмо, разделившее голоса на главный и аккомпанирующие — в противовес полифоническому равноправию голосов, — утвердилось раньше, чем в инструментальной музыке, поскольку оказалось более приспособлено для жанра музыкально-драматического. В опере певец впервые перестал быть лишь «голосовой единицей» в сложной структуре хора, он превратился в героя драмы, с его индивидуальными, пусть и типизированными переживаниями, — сольное пение, по сравнению с хоровым более гибкое, влекло за собой и развитую мелодичность, способную эти переживания передать. Мелодика, остававшаяся в хоровой культуре эпохи Возрождения мало развитым и подчиненным элементом, в опере с самого начала заняла главенствующее положение по отношению ко всем остальным сторонам музыкальной выразительности. Средства индивидуализации персонажей, передачи их эмоциональных состояний, найденные в опере, были восприняты и инструментальной музыкой: в ранней симфонии одна основная мелодия, чаще всего скрипичная, сопровождалась оттеняющим аккомпанементом. Уже в оперной увертюре намечался принцип чередования контрастных разделов, — в симфонии эти разделы превратились в самостоятельные части.
В дальнейшем на развитие симфонии оказывали влияние различные виды как оркестровой, так и камерной музыки; среди камерных жанров — прежде всего соната, формирование которой как особой музыкальной формы происходило в это же время. В XVII веке, когда чёткого разграничения жанров ещё не было, сонатой могла называться и оперная увертюра — именно так Антонио Чести обозначил вступление к своей опере «Золотое яблоко» (итал. Il pomo d'oro, 1667). Тем не менее к началу XVII века уже сформировались два типа сонаты — церковная (итал. sonata da chiesa) и «камерная», то есть светская (итал. sonata da camera), и если церковная соната опиралась главным образом на полифонические формы, то в «камерной» постепенно утверждался гомофонный склад. Во второй половине XVII столетия появилась тенденция к расчленению сонаты на части, чаще всего от 3 до 5, и наиболее широкое распространение получил 4-частный цикл с чередованием медленных и быстрых частей; при этом светская соната представляла собой свободную последовательность танцевальных номеров: аллеманда, куранта, сарабанда, жига или гавот, — что сближало её с камерной сюитой. Позже, в первой половине XVIII века, наметилась тенденция к укрупнению частей с одновременным сокращением их числа до 2 или 3 и даже до одной.
Из жанров оркестровой музыки заметное влияние на формирование симфонии оказала и сложившаяся в Германии в конце XVII века оркестровая сюита, костяк которой составляли четыре разнохарактерных танца — четыре настроения, и инструментальный концерт, который в первой половине XVIII века, прежде всего в творчестве Антонио Вивальди, представлял собой трёхчастную композицию с крайними частями в быстром движении и медленной средней частью. К зарождающейся симфонии ближе всего оказался так называемый ripieno concerto (итал. ripieno — «наполненный до отказа») — для оркестра без солирующих инструментов.
Вместе с тем уже со второй половины XVII столетия все композиторские школы испытывали на себе влияние стремительно развивавшейся оперы; ни один вид музыкального искусства не мог соперничать с ней ни в популярности, ни в профессионализме, ни в широте исканий. К началу XVIII века средства выразительности, найденные в музыкальном театре, уже играли, пишет В. Конен, роль типических черт музыкального языка эпохи. Мелодика, гармония, а также структура и образный строй симфонии формировались под воздействием оперы, где оркестровая партия превращалась в своеобразный подтекст к мелодическому образу, создавала красочный изобразительный фон. Одновременно оркестр обеспечивал целостность и динамичность, — в характерном для оперы, перенесённом в неё из драматического театра сочетании сквозного развития и расчленённости вырабатывались новые способы организации музыкального материала. На протяжении XVII столетия и в начале XVIII формировались устойчивые мелодические обороты, постепенно определившие круг выразительных средств для скорбного, героического, героико-трагического, «чувствительного» и жанрово-комического образов в музыке. Как психологические обобщения они обрели самостоятельную жизнь за пределами музыкального театра и легли в основу «отвлеченного» сонатного, а затем и симфонического тематизма. К середине XVIII века, в популярной в то время опере-сериа, итальянские композиторы достигли таких высот в передаче эмоциональных состояний с помощью музыки, что слышать текст арий было уже не обязательно: голос и инструментальное сопровождение говорили слушателям больше, чем трафаретные тексты со стандартным набором слов. Опера, таким образом, открывала инструментальной, бестекстовой музыке новые возможности, в том числе и собственно оркестровыми фрагментами — в операх Дж. Перголези, а позже Н. Пиччинни и особенно К. В. Глюка.

### В поисках формы
В свою очередь, симфония, по мере обретения самостоятельности в форме, содержании и разработке тем — по мере выработки особого метода музыкального мышления (в российской музыковедческой литературе, прежде всего в трудах Б. Асафьева, получившего название симфонизма) оказывала влияние на развитие многих жанров и форм, в том числе преобразовала инструментальный концерт и вытеснила некогда популярный жанр сюиты. Уже в первой половине XVIII века популярность симфонии была так велика, а сочинение её полагалось делом настолько несложным, что «музыкальное общество немецкой школы» около 1735 года постановило «от всякого кандидата требовать в виде вступительного взноса подачу симфонии, собственного изготовления, или же стоимости её в размере полутора талеров».
В этот период постоянные оркестры с более или менее устойчивым составом были ещё редки, композиторское творчество оказывалось в прямой зависимости от наличного состава оркестра — чаще всего струнного, иногда дополненного тем или иным количеством духовых. Композиторы, и в первую очередь Дж. Б. Саммартини, автор многочисленных сочинений этого жанра, используя черты барочной танцевальной сюиты, оперы и концерта, создали модель «предклассической» симфонии — трёхчастного цикла для струнного оркестра. Иногда, по образцу венецианских и французских увертюр, 1-ю часть симфонии предваряло медленное вступление. В ранних симфониях быстрые части обычно представляли собой простое рондо или раннюю (старинную) сонатную форму; со временем появился менуэт, сначала в качестве финала 3-частного цикла, позже он превратился в одну из частей 4-частной симфонии, обычно третью. Эту «лишнюю» часть симфонии, заимствованную у сюиты, отказывались включать в свои циклы ранние северогерманские симфонисты: вторгаясь между «лирическим центром» и финалом, менуэт нарушал замкнутую трёхчастность; его программное название противоречило отвлечённому характеру сочинения. И тем не менее менуэт стал неотъемлемой составной частью сначала мангеймской, а затем и классической симфонии, пока от него не отказался Бетховен.
На развитии жанра сказывалась дальнейшая эволюция сонаты, в свою очередь также испытавшей на себе влияние оперного стиля (хотя это в большей степени относится к скрипичной сонате, нежели к клавирной) и к середине XVIII века превратившейся в самый богатый и сложный жанр камерной музыки, в форму, «охватывающую все характеры и все выражения», по словам И. А. Шульца. Популярную в камерной музыке форму рондо — с песенным чередованием неизменяемой главной темы (рефрена) и постоянно обновляемых эпизодов — постепенно вытесняла конфликтная сонатная форма, основанная на музыкально-драматическом контрасте тем. В первой половине XVIII века, прежде всего в одночастных клавирных сочинениях Доменико Скарлатти (опиравшегося на симфонический опыт своего отца Алессандро) и 3-частных К. Ф. Э. Баха, сложилась форма сонатного аллегро с тремя стадиями развёртывания образа или идеи — экспозицией, разработкой и репризой. Такого рода трёхчастность была характерна для стандартной арии доглюковской оперы — aria da capo, в которой третья часть дословно повторяла первую, но после «конфликтной» второй части воспринималась как разрешение драматической ситуации
В середине столетия жанр концертной симфонии культивировался композиторами мангеймской школы и представителями так называемой предклассической (или ранней) венской школы — М. Монном, Г. К. Вагензейлем, учителем Й. Гайдна Г. фон Рейттером. В жанре симфонии экспериментировал и не создавший собственной школы, но многому научивший В. А. Моцарта Йозеф Мысливечек. Симфонии исполнялись уже не только в светских концертах, но и в церквах, — во всяком случае, английский историк музыки Чарлз Бёрни, путешествуя по Италии, отметил, что в Турине в церкви симфония исполнялась ежедневно, в определённое время — от 11 до 12 часов. В партитурах струнные инструменты постепенно дополнялись духовыми — гобоями или флейтами, валторнами и трубами; камерный струнный оркестр превращался в симфонический.

### Мангеймский цикл
Четырёхчастный цикл (аллегро, анданте, менуэт и финал) — и для оркестра уже не струнного, но с большим количеством деревянных и медных духовых инструментов — создали в середине XVIII века композиторы мангеймской школы, располагавшие необычайно большим для того времени оркестровым составом в придворной капелле Карла IV Теодора.
Сочинения интернационального коллектива музыкантов — Я. Стамица, А. Фильса, Ф. К. Рихтера, К. Каннабиха и других мангеймцев — были однотипными. Оперные истоки отчётливо присутствовали в первой части симфонии: решительные, полнозвучные аккорды в начале напоминали героические фанфары оперной увертюры; две разнохарактерные темы имели сходство с интонациями традиционных оперных арий — героической и лирической; а в финале симфонии можно было расслышать интонации буффонных и народно-жанровых образов музыкального театра. Одновременно первая часть мангеймской симфонии (аллегро) воспроизводила форму, к тому времени уже сложившуюся в жанре сонаты, с характерными для неё сопоставлениями различных, нередко контрастных музыкальных тем, главной и побочной, и тремя основными разделами — экспозицией, разработкой и репризой, в которых, в свою очередь, воплотилась художественная логика классической драмы: завязка, развитие действия и развязка. В концентрированном виде — и уже фактически в форме сонатного аллегро — этот принцип был осуществлён в диалоге Орфея с фуриями в опере К. В. Глюка «Орфей и Эвридика», написанной в 1762 году. Образы «скорби и страха», олицетворяющие у Глюка мотив «человека и судьбы», — темы Орфея и фурий — в начале сцены предстают как конфликтные; драматическое напряжение последовательно нарастает и достигает своей кульминации в грозном выкрике фурий: «Нет!» Но когда фурии наконец уступают мольбам скорбящего певца, их тема преображается под воздействием темы Орфея. Сюжет этой сцены разыгрывается на интонационном уровне, слова ничего существенного к нему не добавляют, — таким же образом несколькими годами позже Глюк представил в увертюре сюжет своей «Альцесты». По сравнению с мангеймскими мастерами он впервые сообщил противопоставлению двух тем яркую выразительность героико-трагического театрального конфликта, и эта новация получила своё дальнейшее развитие в симфоническом творчестве Бетховена.
Мангеймская же симфония, как и позже венская классическая, опиралась одновременно и на давно сложившиеся в австро-немецкой культуре богатые традиции инструментальной музыки: от камерных ансамблевых сонат и органной литературы позднего барокко она унаследовала свой углублённо-интеллектуальный характер и в этом отношении скорее противопоставляла себя традиционной итальянской опере, с её декоративностью и почти осязаемой конкретностью образов.
Как и в реформаторских операх К. В. Глюка, в мангеймской симфонии наиболее полно воплотились принципы позднего классицизма, его просветительского этапа, включая требование стройности и законченности композиции, логической ясности замысла и чёткого разграничения жанров. Родившаяся в потоке развлекательных и бытовых музицирований, симфония в Мангейме стала высшим жанром инструментальной музыки. Продолжая гегелевскую параллель между музыкой, как самым абстрактным из искусств, и математикой, О. Шпенглер ставил создание симфонии в один ряд с формулированием функционального анализа, которым в те же годы был занят Леонард Эйлер: «Стамицем и его поколением была найдена последняя и наиболее зрелая форма музыкальной орнаментики — четырёхчастная композиция как чистая бесконечная подвижность. …Разработка оборачивается драмой. Вместо образного ряда возникает циклическая последовательность». Мангеймская симфония непосредственно подготовила классическую: именно в ней, пишет В. Конен, в результате длительного отбора окончательно установился круг образов, характерный для сочинений венских классиков.

## Классическая симфония
В дальнейшем развитии жанра выдающуюся роль сыграла венская классическая школа. «Отцом симфонии» называют Йозефа Гайдна, автора 104 сочинений этого жанра: в его творчестве завершилось формирование классической симфонии, утвердились основные черты её структуры — последовательность внутренне контрастных, но объединённых общей идеей частей. У Гайдна, а затем и у В. А. Моцарта каждая часть обрела самостоятельный тематический материал, единство цикла обеспечивалось тональными сопоставлениями, а также чередованием темпов и характера тем. У Гайдна впервые появились программные симфонии: № 6 («Утро») № 7 («Полдень») № 8 («Вечер»), по форме ещё близкие к жанру концерта с солирующим инструментом, и Симфония № 45 («Прощальная»).
Если симфонии Гайдна отличались изобретательностью тематического развития, оригинальностью фразировки и инструментовки, то Моцарт внёс в симфонию драматическую напряжённость, придал ей ещё большее стилевое единство. Три последние симфонии Моцарта (№ 39, № 40 и № 41) считаются высшим достижением симфонизма XVIII века. Опыт Моцарта отразился и в поздних симфониях Гайдна.
На симфоническое творчество Л. ван Бетховена, в отличие от Гайдна и Моцарта, значительное влияние оказала — в формировании героического и героико-трагического интонационного строя и тематизма — музыка Великой французской революции, от предреволюционных парижских опер К. В. Глюка и А. Сальери до «опер спасения» Луиджи Керубини. Бетховен расширил масштабы симфонии; в его сочинениях части теснее связаны тематически и цикл достигает большего единства; спокойный менуэт Бетховен заменил более эмоциональным скерцо; впервые применённый им в Пятой симфонии принцип использования родственного тематического материала во всех четырёх частях положил начало так называемой циклической симфонии. Он поднял на новый уровень тематическое развитие (разработку), используя новые формы изменений, в том числе перемены лада — мажора в минор и наоборот, что Д. Скотт обозначил как «бетховенский вариант гегелевской диалектики», снятие противоречий, — а также ритмические сдвиги, вычленение фрагментов тем, контрапунктическую разработку. Центр тяжести у Бетховена нередко смещался с первой части (как это было у Гайдна и Моцарта) на финал; так, в Третьей, Пятой и Девятой симфониях именно финалы являются кульминациями. У Бетховена впервые появилась «характерная» симфония (Третья, «Героическая»); он по-новому, иначе, чем Гайдн, использовал в симфоническом жанре программность: его Шестая («Пасторальная») симфония, как указал в партитуре сам композитор, «более выражение чувств, чем изображение». Одно из наиболее «романтических» сочинений Бетховена, Шестая симфония стала источником вдохновения для многих романтиков.

### Принципы построения
Классическая симфония, сложившаяся в последней четверти XVIII века, в том виде, как она представлена в творчестве венских классиков, обычно состоит из четырёх частей:
- 1-я часть — в быстром темпе (аллегро), иногда предваряется небольшим медленным вступлением; пишется в сонатной форме;
- 2-я часть — в медленном движении, в форме вариаций, рондо, рондо-сонаты (сложной трёхчастной), реже в сонатной форме;
- 3-я часть — менуэт или скерцо, пишется обычно в сложной 3-частной форме;
- 4-я часть — в быстром темпе, в сонатной форме, в форме рондо или рондо-сонаты[50].

Во внешнем оформлении музыкального материала венской классической симфонии можно выделить несколько основных принципов.
Принцип структурной расчленённости присутствует и в самом делении симфонического цикла на несколько вполне самостоятельных частей, и в каждой его части. Так, в сонатном аллегро чётко очерчены границы внутренних разделов: экспозиции, разработки и репризы (а в некоторых симфониях и интродукции), — и всех тематических партий. Менуэт, с его регулярно членящимися, завершёнными периодами и фразами, сам по себе является квинтэссенцией принципа расчленённости; в финальном рондо он проявляется в чередовании завершённых эпизодов и рефрена. Только в медленной части симфонии расчленённость может быть менее подчеркнута.
Принцип периодичности и симметрии — один из самых характерных признаков венской классической симфонии — проявляется в тенденции к симметричному расположению материала, к «окаймлению» или «обрамлению» (например, две быстрые крайние части цикла как бы обрамляют более сдержанные 2-ю и 3-ю части), к строгой уравновешенности пропорций, порою выверенной с математической точностью, и периодической повторности — внутри каждой части.
Принцип контрастных противопоставлений (включая смены темпа, тональностей, чередования тематизма) в классической симфонии выражен не так ярко, как впоследствии у романтиков, обострявших противопоставление до полярной противоположности. Вместе с тем, пишет В. Конен, «контрастирующие, светотеневые приёмы извлекаются буквально из всех элементов музыкального тематизма, а также группировки материала». В сочетании с принципами расчлененности, периодичности и симметрии эта контрастность в классической симфонии образует характерный стилистический эффект.
Принцип танцевальной ритмической конструкции, унаследованный симфонией непосредственно от жанра оркестровой танцевальной сюиты, но опосредованно и от concerto grosso, проявляется не только в собственно танцевальных частях симфоний Гайдна и Моцарта — в менуэте (придающем всему симфоническому циклу черты театральной «экспозиционности») и финале. Он присутствует и в том, что составляет главное отличие симфонической темы от оперной арии (её интонационного прообраза): в ритмической структуре мелодики.
Все эти принципы своеобразно преломляются в творчестве Бетховена, которому уравновешенность ранних венских классиков была чужда. Более свободный, по сравнению с Гайдном и Моцартом, мелодический план, наложенный на традиционную гармоническую и структурную основу, смещение кульминации, подача контрастирующих элементов не в уравновешенном, светотеневом противопоставлении, а в гораздо более сложном, нередко асимметричном сочетании, в тесном переплетении и взаимонаслоении, отказ от менуэта в пользу скерцо — эти и другие особенности бетховенского симфонизма не отменяют присутствия и в его симфониях классического структурного фундамента; хотя и давали повод подвергать сомнению его принадлежность к стилю классицизма.
В. Конен отмечала в классической симфонии два различных по своему интонационному строю направления, из которых одно более непосредственно связано с сюитными традициями, другое — с увертюрными. Тематизм симфоний сюитного типа, в том числе жанрово-танцевальных «парижских» и «лондонских» симфоний Гайдна, симфонии № 39 Моцарта, Четвёртой, Шестой, Седьмой и Восьмой Бетховена (к этому направлению можно отнести и Пятую симфонию Ф. Шуберта, и некоторые симфонии ранних венских и немецких романтиков, например «Итальянскую» и «Шотландскую» Ф. Мендельсона), более непосредственно связан с мелодическим строем народной и бытовой музыки. Он менее индивидуален, чем тематизм симфоний увертюрной традиции, связанной с музыкальным театром, — именно во втором направлении полнее раскрываются особенности симфонии как жанра: все её части вступают в отношение оппозиции (что отсутствует в сюите), и смысл каждой из них раскрывается в противопоставлении другой. Таковы, например, «Прощальная» Гайдна, симфонии № 40 и № 41 Моцарта, Первая, Вторая, Третья, Пятая и Девятая Бетховена.
Следуя основным принципам эстетики классицизма, классическая симфония в то же время преодолевала её догматизм, открывая значительно бо́льшую, по сравнению с мангеймской, свободу, — именно это качество сделало сочинения Гайдна, Моцарта и особенно Бетховена «образцовыми» в эпоху романтизма. Для многих композиторов-романтиков отправной точкой стала Девятая симфония Бетховена, имеющая ряд отличий от классического канона: помимо того что первые три её части кажутся лишь прологом к финалу, Бетховен впервые поменял местами скерцо и медленную часть и впервые использовал в симфонии вокал.

### Симфонический оркестр
С развитием симфонии изменение оркестрового мышления композиторов отразилось и на составе оркестра, прежде всего в отмирании группы basso continuo. В сочинениях композиторов мангеймской школы и в ранних симфониях Й. Гайдна клавишный инструмент, исполнявший функцию генерал-баса, встречался ещё достаточно часто (хотя мангеймцы первые от него отказались), но постепенно возрастала роль собственно оркестровой гармонии, с которой аккомпанирующая функция органа или чембало (клавесина) вступила в противоречие; не только орган, но в конце концов и клавесин по своему тембру оказался чужд оркестровому звучанию. «Классический» состав симфонического оркестра окончательно сложился в партитурах Бетховена и в музыковедении именуется «бетховенским»; помимо струнных смычковых инструментов, он предполагал парный состав деревянных духовых: 2 флейты, 2 гобоя, 2 кларнета и 2 фагота, — а также 2, 3 или 4 валторны, 2 трубы и литавры.
То значение, которое симфония приобрела в музыкальной культуре классицизма, объясняется, пишет В. Конен, не в последнюю очередь, её театрально-драматическими связями — именно «увертюрным» направлением: в наиболее обобщённой, но при этом и самостоятельной форме, основанной на традициях австро-немецких инструментальных школ, в ней преломился образный строй музыкального театра эпохи Просвещения. Бетховену, начиная с «Патетической», которая многим кажется слишком театральной, классическая симфония служила образцом и для фортепианных сонат — его «симфоний для фортепиано».

## Романтическая симфония
Свойственные бетховенскому стилю резкие смены темпа, драматизм, широта динамического диапазона и многозначность тем были восприняты композиторами-романтиками, для которых творчество Бетховена стало высшим критерием художественного совершенства.
Романтизм, зарождение которого принято связывать с разочарованием в результатах Великой французской революции и реакцией на идеологию Просвещения, в опере утвердился уже во втором десятилетии XIX века, — написанная в 1822 году «Неоконченная симфония» Франца Шуберта, последнего венского классика, считается первым симфоническим произведением, в котором обозначились основные черты нового направления: её интимно-поэтическое настроение и напряжённый драматизм первой части открывали новый по сравнению с классической симфонией мир переживаний. Чувствуя себя более уверенно в жанре песни-романса (немецкой Lied), второстепенном для классиков, но расцветшем в эпоху романтизма, Шуберт и свои симфонии наполнял песенными темами, и каждая из них, как и сама песня, была связана с определённым переживанием. Эта новация существенно меняла драматургию симфонии: в сонатном аллегро главная и побочная партии обрели бо́льшую самостоятельность и замкнутость, и разработка уже представляла собой не столько «развитие событий» или процесс борьбы антагонистических начал, как у Бетховена, сколько переживание событий, оставшихся за рамками симфонии. Впервые публично исполненная лишь в 1865 году, «Неоконченная симфония» Шуберта не могла оказать влияние на ранних романтиков, но его «песенный» симфонизм нашёл своё продолжение в творчестве романтиков поздних — Антона Брукнера и Густава Малера, у которого, по словам И. Барсовой, стержнем формообразования стала «интонационная фабула». Но, как отмечала В. Конен, на симфоническое творчество романтиков оказывали влияние и песни Шуберта. Трагический образ душевного одиночества, впервые запечатлённый в его песнях, на протяжении последующих десятилетий разрабатывался и другими композиторами, в том числе Робертом Шуманом и Феликсом Мендельсоном, в неразрывной связи с поэтическим текстом; но постепенно интонации скорбного лирического романса настолько типизировались, что связь с литературным образом оказалась излишней: в «отвлечённой» инструментальной музыке, как например в Четвертой симфонии Иоганнеса Брамса, эти интонации уже сами по себе воссоздают душевный мир романтика-одиночки. Последняя симфония Шуберта, Большая до-мажорная, более традиционная по форме, но необычно протяжённая, заложила традицию эпического симфонизма, продолженную А. Брукнером.
В симфониях ранних романтиков усилилась наметившаяся у классиков тенденция непосредственного перехода от одной части к другой, появились симфонии, в которых части следуют одна за другой без пауз, что обеспечивалось тематической связью между ними, как например в «Шотландской» симфонии Ф. Мендельсона или в Четвёртой Р. Шумана, — сквозной тематизм присутствовал уже в Девятой симфонии Бетховена. Дальнейшее развитие в творчестве романтиков получила и форма программной симфонии: в обобщённом виде — например, в «Шотландской» и «Итальянской» симфониях Ф. Мендельсона, в «Рейнской» Р. Шумана — определённая словесная программа, выраженная в названии или в эпиграфе, включала как в композиторский замысел, так и в процесс восприятия музыки те или иные внемузыкальные ассоциации. Интерес романтизма к народной культуре, ко всему национально-самобытному нашёл своё отражение и в музыке: в симфониях романтиков зазвучали темы народных песен и танцев, вплоть до индейских и афроамериканских в последней симфонии («Из Нового света») Антонина Дворжака.
Младшие современники Бетховена в Германии и Австрии — Ф. Шуберт, Ф. Мендельсон, Р. Шуман — наполняли новым содержанием классическую форму симфонии, как и представитель следующего поколения И. Брамс, с его «строгой лирикой»: «лишь этот чистый родник может питать силы нового искусства», считал Р. Шуман. У французских симфонистов был собственный предшественник — Франсуа Жозеф Госсек. Современник Й. Гайдна, он использовал опыт мангеймцев, при этом расширил состав оркестра и в своих симфониях находил новое применение духовым инструментам, которым ещё И. С. Бах и Г. Ф. Гендель отводили сугубо подчинённую роль. Театральность, характерная для французской инструментальной музыки, стимулировала его поиски в области динамических и колористических эффектов. Не меньшее влияние на ранних романтиков оказывал, прежде всего в области музыкальной изобразительности, Луиджи Керубини — не единственной своей симфонией, но симфоническими фрагментами из своих опер. Театральная по своей природе изобразительность отличает и творчество самого яркого представителя раннего французского романтизма — Гектора Берлиоза, развивавшего и другую национальную традицию, в своё время не позволившую Госсеку-симфонисту получить признание во Франции: там во второй половине XVIII века в инструментальной музыке господствовала программность.
Для французских романтиков, а затем и для поздних австро-немецких строгая классическая форма оказалась слишком тесной. Уже Берлиоз, создавая романтическую программную симфонию, основанную на литературном сюжете, находил для своих сочинений новые, неклассические формы, — таковы его 5-частная «Фантастическая симфония» (1830), симфония-концерт «Гарольд в Италии» (для альта и оркестра, 1834), симфония-оратория «Ромео и Джульетта» и другие. Этот вид симфонии развивал вслед за Берлиозом и Ференц Лист — в «Фауст-симфонии», по И. В. Гёте, с её заключительным хором, и «Симфонии к „Божественной комедии“ Данте». Не много общего с классической формой имеет и 3-частная Траурно-триумфальная симфония Берлиоза, открывающаяся траурным маршем, — эта новация нашла отклик в Пятой симфонии Г. Малера. Не свойственно романтикам и ритмическое мышление венских классиков: классицистская расчленённость и периодичность в их симфониях постепенно уступала место свободно развёртывающейся, так называемой «бесконечной» мелодии. На смену старомодному, галантному менуэту пришёл вальс, впервые прозвучавший в «Сцене на балу» в «Фантастической симфонии» Г. Берлиоза; во второй половине XIX века его ритм и интонации присутствуют и в непрограммных сочинениях, например в Третьей симфонии И. Брамса, Пятой и Шестой П. И. Чайковского; в симфониях А. Брукнера и Г. Малера встречается и предшественник вальса — лендлер.

### Варианты построения
Господство субъективного начала в романтической симфонии отражалось и в её строении. Если в быстром (или умеренно быстром) темпе первой части классической симфонии воплощалось действенное начало, при этом объективное, внеличное, и такое начало определяло генеральную оппозицию симфонии — между действием и его осмыслением во второй, медленной части, то композиторы-романтики могли отдавать приоритет созерцанию; драматическое начало в этом случае уступало место лирическому, а иногда эпическому. Такой тип построения — с медленной первой частью — был известен в досимфоническую эпоху, например в церковной сонате; в сочинениях венских классиков он иногда встречался в клавирных сонатах, в том числе в «Лунной» Бетховена. В симфониях романтиков первая часть если и не писалась в медленном темпе, как например в Пятой и Десятой Г. Малера, то нередко предварялась медленным вступлением, как в «Неоконченной» Ф. Шуберта, Шестой симфонии П. Чайковского или Девятой Г. Малера; хотя лирическое начало могло отчётливо присутствовать и в умеренно быстрой первой части, как например в Четвёртой симфонии И. Брамса.
У поздних романтиков встречаются и невозможные в классическом симфонизме медленные финалы, например, в Шестой симфонии П. Чайковского, в Третьей и Девятой Г. Малера, — драматургическая функция финала изменилась. Если в классической симфонии отражалась мировоззренческая установка эпохи Просвещения — утверждение «великого, торжественного и возвышенного», и финал, соответственно, мог быть только оптимистическим, то в искусстве романтиков индивидуализация мировосприятия предполагала возможность и трагического финала.
В позднеромантических сочинениях, в том числе у А. Брукнера (в Восьмой и Девятой) и Г. Малера, в «Богатырской» симфонии А. Бородина, скерцо порою менялось местами с медленной частью: в новой концепции симфонии медленная третья часть превращалась в своего рода реакцию как на события первой части, так и на образный мир скерцо. И здесь образцом могла служить Девятая симфония Бетховена, но если у него кульминация смещалась в финал, то в монументальных симфониях А. Брукнера центр тяжести переносился на медитативное Адажио, в финале же мог возобновиться конфликт первой части.

### Программность и вокал
Тема лирической исповеди, главенствующая в творчестве композиторов-романтиков, сделала для них наиболее привлекательными жанры и формы, так или иначе связанные со словом, — от оперы до песни-романса. На инструментальные жанры в этот период более непосредственно влияла литература (в эпоху классицизма это влияние было опосредовано оперой), и «абсолютной» музыке, лишённой конкретных внемузыкальных ассоциаций, многие романтики противопоставляли формы, опирающиеся на определённые литературные образы — У. Шекспира и Дж. Байрона, Данте и И. В. Гёте, — «обновление музыки через связь с поэзией», по словам Ф. Листа.
Фактически начало симфонической программности положил Карл Диттерсдорф своими 12 симфониями по «Метаморфозам» Овидия, по стилю более близкими к ранней венской школе. Опера опережала симфонию и в эпоху романтизма: «Вольный стрелок» К. М. Вебера, вслед за операми Л. Керубини, открывал симфонистам новые изобразительные возможности оркестра, нашедшие себе применение в программной музыке. Если Ф. Мендельсон, Р. Шуман, а позже и Р. Штраус в «Альпийской симфонии» отдавали предпочтение обобщённому типу программы, как в «Пасторальной» Бетховена, то симфонии Г. Берлиоза — «Фантастическую» и «Ромео и Джульетту» — отличает сюжетная конкретизация, как и программные симфонии «Манфред» П. Чайковского или «Антар» Н. Римского-Корсакова.
По мнению И. Соллертинского, именно программная симфония пыталась «спасти традицию героического симфонизма в XIX столетии», так называемая «абсолютная» музыка у романтиков от бетховенианства оказалась дальше. Но при этом симфония утрачивала свой философски отвлечённый характер, сближавший её с церковной музыкой; программность, особенно последовательно-сюжетная, возвращала симфонии тот «образный ряд», от которого в своё время отказались мангеймцы и венские классики, и в такой же мере могла привлекать композиторов, как и отталкивать. О двойственном отношении к ней свидетельствуют, в частности, высказывания П. Чайковского и Г. Малера. Многие симфонии Малера были программными по существу, тем не менее композитор предпочитал свою программу не публиковать; дав Первой симфонии название «Титан» — связав её таким образом с известным романом Жана Поля, — Малер позже от этого названия отказался, заметив, что слушателей оно скорее вводит в заблуждение. «…Начиная с Бетховена, — писал Малер, — нет такой новой музыки, которая не имела бы внутренней программы. Но ничего не стоит такая музыка, о которой слушателю нужно сперва сообщить, какие чувства в ней заключены, и, соответственно, что он сам обязан
почувствовать». Форма непрограммной симфонии оставалась господствующей и в эпоху романтизма, программность чаще находила себе применение в новых, созданных романтиками жанрах — симфонической поэме, симфонической фантазии и т. д..
То же влечение к слову побуждало многих романтиков вводить в симфонии вокальные партии, — и здесь примером служила Девятая симфония Бетховена, с её финальной «Одой к радости». Берлиоз «Ромео и Джульетту» (1839) написал для солистов, хора и оркестра, «Апофеоз» его Траурно-триумфальной симфонии также предполагает хор; из 9 симфоний Г. Малера четыре — с вокалом; «симфонией в песнях» он назвал и свою «Песнь о земле» — для оркестра и певцов-солистов. Антон Брукнер, в чьих симфониях напомнил о себе один из отдалённых истоков жанра — церковная музыка, хотел, чтобы его неоконченную Девятую симфонию исполняли с «Te Deum» в качестве хорового финала.

### Оркестр
На протяжении XIX века разрастались не только симфонические циклы, но и симфонический оркестр: в поисках оркестрового колорита, драматической выразительности тембра и масштабности звучания композиторы-романтики вводили в него новые инструменты, расширяли составы отдельных секций; так, масштабные, с красочной инструментовкой и тонкой нюансировкой сочинения Берлиоза требовали колоссального для того времени состава оркестра. Во второй половине XIX века «бетховенский» состав уже классифицировался как малый симфонический оркестр, хотя начало большому составу также положил Бетховен — в своей Девятой симфонии, в партитуре которой появился ряд новых инструментов: малая флейта, контрафагот, треугольник, тарелки, большой барабан и уже использованные в финале Пятой симфонии тромбоны. Берлиоз уже в «Фантастической симфонии» существенно увеличил струнную и медную группы, точно указав при этом в партитуре количество исполнителей, и ввёл инструменты, которые раньше использовались только в опере: английский рожок, малый кларнет, арфы, колокола и тубы.
Не меньшее влияние симфоническое творчество романтиков оказывало и на качество оркестров, предъявляя высокие требования к технике оркестровых музыкантов. Изменилась и функция дирижёра, который в эпоху романтизма впервые повернулся лицом к оркестру, — именно в этот период, во второй половине XIX века, дирижирование превратилось в самостоятельную профессию: управление разросшимся и усложнившимся оркестром, интерпретация всё более усложняющихся сочинений требовали специальных навыков и специальной одарённости. Совершенствование оркестра, расширение его возможностей, в свою очередь, поощряло дальнейшие поиски композиторов.
В конце XIX века под симфонией уже не обязательно подразумевалось оркестровое сочинение: появились органные симфонии, прежде всего у французских романтиков — Сезара Франка, Шарля-Мари Видора и других. Классико-романтическая традиция, с характерным для неё преобладанием сонатной формы и определённых тональных отношений, нашла своё завершение в монументальных симфониях Антона Брукнера, в чьих партитурах оркестровые группы трактуются порою как регистры органа, и Густава Малера, в своих сочинениях предсказавшего, как считал Л. Бернстайн, все катаклизмы XX века.

## Симфония в России
Первым образцом жанра в России может считаться «Концертная симфония» Д. С. Бортнянского, написанная в 1790 году для камерного ансамбля. Первые сочинения для симфонического оркестра принадлежат Мих. Ю. Виельгорскому и А. А. Алябьеву, чьи сохранившиеся симфонии, одночастная e-moll и трёхчастная Es-dur, с четырьмя концертирующими валторнами, по форме также не являются классическими. М. И. Глинка отдавал предпочтение иным симфоническим жанрам, однако именно он оказал решающее влияние на формирование стилистических особенностей русской симфонии. Сохранились шесть симфоний А. Г. Рубинштейна, из которых чаще других исполняется вторая («Океан»), в своё время высоко оцененная П. И. Чайковским. Хронологически наиболее ранним сочинением, соответствующим классико-романтическим образцам, стала Первая симфония Н. А. Римского-Корсакова, законченная в 1865 году.
В России симфонизм фактически зародился уже в эпоху романтизма, миновав, таким образом, «классическую» стадию развития жанра; симфонии композиторов Новой русской музыкальной школы («Могучей кучки») — М. А. Балакирева, Н. А. Римского-Корсакова и А. П. Бородина — отличает ярко выраженный национальный характер. Поскольку музыковеды различают в русском симфонизме два направления, лирико-драматическое и повествовательно-эпическое («объективное»), композиторы «балакиревского кружка» принадлежали ко второму, основные черты которого присутствуют уже в творчестве Глинки. При этом если А. Бородин в своих героико-эпических симфониях, связанных с образным миром русского фольклора, отдавал предпочтение классическим формам, то Н. Римского-Корсакова, как и Г. Берлиоза и Ф. Листа, иные задачи — изобразительность и поиски национального или фантастического колорита — побуждали искать более свободные формы (программная симфония «Антар» в конце концов превратилась в сюиту), вводить в оркестр новые инструменты с характерными тембрами, в том числе альтовые разновидности флейты и трубы, а также увеличивать количество ударных. Эти поиски были восприняты композиторами младшего поколения, в том числе А. К. Глазуновым в его классически ясных, уравновешенных, но отличавшихся жанровой картинностью симфониях.
Однако наиболее широкое международное признание получило творчество П. И. Чайковского — представителя лирико-драматического направления. Как и композиторы «балакиревского кружка», Чайковский в своих симфониях нередко обращался к русским народным песням, но также и к мелодике городского романса. Изобразительность и народно-жанровая тематика присутствовали в его ранних симфониях, в последних трёх этих характерных черт симфонизма «Могучей кучки» становилось всё меньше. Отдав дань позднеромантическим тенденциям в своей программной симфонии «Манфред», Чайковский в целом, как и И. Брамс в Германии, придерживался классической формы и, соответственно, «классической» линии в оркестровке, сочетая поиски психологической выразительности с очень экономным использованием оркестровых средств: именно в своих симфониях, в отличие от поздних опер и балетов, Чайковский отказывался от расширения оркестра. Эту традицию на рубеже XIX и XX веков продолжили С. И. Танеев и С. В. Рахманинов; в творчестве А. Н. Скрябина — в его 6-частной Первой симфонии, 5-частной Второй и 3-частной Третьей («Божественная поэма»), — напротив, отразилась западноевропейская позднеромантическая традиция.

## Симфония в XX веке
XX век в музыке начался как романтический; последовательное расширение симфонического оркестра привело к образованию так называемого сверхоркестра, и апогеем этой тенденции стал исполнительский состав Восьмой симфонии (1906) Густава Малера, который, помимо трёх хоров и 8 певцов-солистов, предполагала значительно расширенный состав большого симфонического оркестра — с усиленной струнной группой, большим числом ударных и украшающих инструментов, — а также орган. Строго говоря, это был уже синтез симфонии и оратории (или, как считают некоторые исследователи, симфонии и «музыкальной драмы»).
Бесконечно далёкий от «классического» мироощущения Малер, у которого форма — процесс становления и призвана, по словам И. Барсовой, «запечатлеть вечно неготовый, вечно растущий образ», казалось, исчерпал «большую симфонию»; появилась симфония камерная, и прежде всего у страстных поклонников Малера, представителей новой венской школы — Арнольда Шёнберга и Антона Веберна. Эта форма, по мнению И. Соллертинского не имевшая с симфонизмом (в понимании Б. Асафьева) ничего общего, кроме этимологического корня, сколько-нибудь значительного развития не получила, и композиторы XX века в конце концов вернулись к «большой симфонии».

### Антиромантизм
Гипертрофия субъективного начала в позднем романтизме, который на рубеже XIX и XX веков уже тесно сплетался с импрессионизмом, в свою очередь, породила стремление к ясности формы и объективности содержания, к возрождению стилистических черт музыки раннеклассического и даже доклассического периода — так называемую неоклассическую тенденцию. XIX век прошёл под знаком Бетховена, — в 1920 году один из первых теоретиков неоклассицизма, Ферруччо Бузони, почтительно заметил, что ораторский пафос и сила страсти не всегда вели Бетховена в глубь музыкальной содержательности; в средний период творчества натиск темперамента порою заменял ему содержание; вообще же, воспринятая романтиками от Бетховена склонность к всеобъемлющему и грандиозному превращает серьёзность в нечто тяжёлое и давящее. Во французской музыке в конце XIX века не было более влиятельной фигуры, чем Сезар Франк, который, как и И. Брамс, стремился соединить романтические образы с классической ясностью и строгостью формы; причудливое сплетение новаторства и архаики присутствовало в симфониях А. Брукнера, — неоклассицизм зарождался в недрах позднего романтизма. В этом стиле писали свои симфонии некоторые представители «Шестёрки» во Франции, Пауль Хиндемит в Германии, уже в 30—40-х годах, — сочетая старые формы с индивидуальным мелодическим и гармоническим языком, как и Игорь Стравинский (Симфония in C и Симфония в трёх частях). Реакцией на структурную расплывчатость позднеромантической и импрессионистской музыки стал нарочито строгий ритмический стиль, например в «Классической симфонии» Сергея Прокофьева, которого в добетховенском симфонизме привлекали, не в последнюю очередь, целостность и жизнерадостность мироощущения.
Обращаясь к старинным формам, музыка XX века, писал Д. Житомирский, «выбиралась из опасных, зыбких мест на твёрдую почву»; вместе с тем сам Бузони с огорчением отмечал, что многие композиторы толкуют классичность как нечто устремлённое в прошлое, «антикварный» интерес в ранних неоклассических сочинениях нередко имел самостоятельное значение. «Под „младоклассицизмом“, — писал Бузони, — я подразумеваю… отбор и использование всех достижений предшествовавших экспериментов и включение их в прочную и прекрасную форму».
В СССР в это время отвращение композиторов «Шестёрки» ко «всяким туманностям: расплывчатостям, прикрасам, убранствам, к современным трюкам, часто увеличенным техникой», а также к присущему романтической традиции индивидуализму нашло свою идеологическую почву: Российская ассоциация пролетарских музыкантов и близкий ей по духу «Проколл» боролись за «демократизацию» академической музыки, полагая, что путь к её стилевому обновлению лежит только через массовую, прежде всего пролетарскую песню. Симфония, как и многие другие крупные формы, не вписывалась в систему их музыкальных ценностей, — на рубеже 20—30-х годов в симфонической музыке создавались в основном программные произведения на революционные темы, нередко с использованием вокала, то есть сло́ва, что должно было сделать их более доступными. С другой стороны, у композиторов — членов противостоявшей РАПМ Ассоциации современной музыки поиски новых, современных форм, нового языка принимали порою самодовлеющий характер.

### Общие тенденции
Стремление к освоению всего предшествующего опыта в конце концов возобладало. Отказавшись от гипертрофии субъективного начала, композиторы XX века унаследовали от эпохи романтизма формальное многообразие; в этом столетии рождались как одночастные композиции — например, Десятая симфония Н. Мясковского, Вторая и Третья Д. Шостаковича, «Севастопольская симфония» Б. Чайковского, симфонии Г. Канчели, так и нетрадиционно многочастные, в том числе 10-частная «Турангалила» О. Мессиана и 11-частная Четырнадцатая симфония Д. Шостаковича. При этом композиторы всё чаще отдавали предпочтение «созерцательному» типу строения симфонии — с началом в медленном темпе. Финал мог быть трагическим, безысходным уже независимо от того, в каком движении он писался, медленном или быстром, — примером тому служит Пятая симфония А. Онеггера. Необязательной стала и сонатная форма первой части — противопоставление главной и побочной тем; оно отсутствует, например, в Третьей симфонии А. Онеггера, написанной в 1945—1946 годах: стройная классическая форма не отвечала стремлению композитора «выразить протест современного человека против нашествия варварства». Третья часть классической симфонии, в XVIII столетии — бытовой или придворный танец, в XIX окончательно преобразованная в скерцо, эпические у А. Брукнера, с оттенком «трагической иронии» у Г. Малера, в XX веке нередко наполнялась образами зла и насилия. Сложившаяся в эпоху романтизма традиция включения в симфонию вокальных партий нашла своё продолжение в творчестве Д. Шостаковича, А. Шнитке, К. Пендерецкого.
Едва ли не все типы строения симфонии можно найти у одного из крупнейших симфонистов столетия — Дмитрия Шостаковича. В 15 принадлежащих ему сочинениях этого жанра музыковеды обнаруживают влияния самых разных композиторов (в том числе и никогда в жанре симфонии не работавших): И. С. Баха, Л. ван Бетховена, П. И. Чайковского, М. П. Мусоргского и, не в последнюю очередь, Г. Малера, чьё влияние особенно заметно в гротескных, нередко зловещих скерцо Шостаковича. В его симфониях, чаще всего 4-частных, встречаются и медленные первые части, как в Шестой, Восьмой и Десятой, или медленные вступления к ним — в Пятой и Одиннадцатой; скерцо нередко меняется местами с медленной частью — в Первой, Пятой, Седьмой и Восьмой; в Четвёртой симфонии эта медленная часть, траурный марш, оказывается финалом. В Пятой симфонии (1937) Шостакович предложил новую драматургию конфликта, который обнаруживается не в традиционном противостоянии главной и побочной тем 1-й части — здесь экспозиция в целом противостоит всей разработке; как важнейший фактор драматургии композитор использовал ритм, нагнетания и перепады темпоритма организуют динамические волны разработок. Этот новый конфликт получил своё дальнейшее развитие в 1-й части самой известной симфонии Шостаковича — Седьмой («Ленинградской», 1941), где взаимная отчуждённость экспозиции и заменяющего разработку большого вариационного эпизода оборачивается абсолютной неразрешимостью конфликта и трагической трансформацией тем экспозиции в репризе.
Одной из характерных черт культуры XX века стало возрождение интереса к музыке доклассического периода — как в концертной практике (возвращение в концертный репертуар сочинений забытых композиторов XVI—XVII столетий или отвергнутых эпохой романтизма композиторов XVIII века), так и в композиторском творчестве. И. Стравинский по поводу использования вокала в Симфонии псалмов писал: «Меня мало соблазняла форма симфонии, завещанная нам XIX веком. …Моя точка зрения на взаимоотношения вокальных и инструментальных частей совпала со взглядами старых мастеров контрапунктической музыки, которые обращались с ними как с равными величинами…» Многие композиторы, в их числе П. Хиндемит, И. Стравинский, Д. Шостакович и А. Шнитке, находили в своих симфониях новое применение полифонии. Музыка XX века постепенно утрачивала то безусловное господство мелодического начала, которое отличало музыкальное творчество второй половины XVII, XVIII и XIX столетий; тематизм симфоний уже в гораздо меньшей степени отождествлялся с мелодическим содержанием — его вытесняло «равноправие» всех элементов музыкальной выразительности, как в эпоху Ренессанса, хотя и на основе иных принципов.
Если в XVIII и на протяжении почти всего XIX века симфония развивалась преимущественно в Германии, Австрии и во Франции, то в XX веке этот жанр получил распространение во многих странах Европы и Америки; соприкосновение с новыми музыкальными культурами обогатило симфонию и формально, и содержательно. Свой вклад в развитие жанра внесли англичане Эдуард Элгар, Ральф Воан-Уильямс и Бенджамин Бриттен, итальянцы Альфредо Казелла, Джан Франческо Малипьеро, финн Ян Сибелиус, датчанин Карл Нильсен, американец Чарлз Айвз, бразилец Эйтор Вила-Лобос, поляки Витольд Лютославский и Кшиштоф Пендерецкий, эстонец Арво Пярт. Первую японскую симфонию написал в 1912 году Косаку Ямада.
Вместе с тем мутация жанра в последние десятилетия XX века уже не раз выносила на повестку дня вопрос: какие произведения — и по каким признакам — ещё можно считать симфониями?. «Применение старого инварианта жанра к современным концепциям, — считает А. Виноградова-Черняева, — приносит лишь разочарование, поскольку от симфонии (в её „каноническом“ понимании) остаются руины». От всех былых требований, пишет Л. Кириллина, в XX веке осталось лишь одно непременное условие — «концепционность, философичность, мироёмкость содержания».

## Значение
Классическая симфония в своё время заняла то место, которое в эпоху Возрождения принадлежало мессе. «Симфония, — пишет В. Конен, — стала „музыкой храма“, перенесенной в новую, светскую обстановку». Она преобразовала многие музыкальные жанры, включая инструментальный концерт и фортепианную сонату, дала название не только оркестру, но и самой значительной области инструментальной музыки, широкому спектру её жанров и форм, объединяемых понятием «симфоническая музыка». С конца XVIII века симфония наряду с оперой определяет уровень развития национальной музыкальной школы, её место в музыкальной культуре эпохи. Обладая широчайшими возможностями в воплощении идей или эмоциональных процессов, симфония при любых метаморфозах оставалась высшим жанром инструментальной музыки, в XX веке, как и в конце XVIII, — чутким «барометром эпохи», «картиной мира», по Г. Малеру, или «зеркалом жизни», по Б. Асафьеву. С ней связан и новый тип композиторского мышления, нашедший себе применение не только в различных жанрах инструментальной музыки, но и в опере и балете.

## Комментарии
1. ↑  В Септуагинте (примерно II—I вв. до н. э.) слово συμφωνία встречается трижды в совершенно одинаковом контексте (в кн. Дан. 3:5, 3:10 и 3:15), но какой конкретно музыкальный инструмент подразумевается под симфонией, сказать с уверенностью невозможно.
2. ↑  «Симфонией в просторечье называется полость из дерева (lignum concavum), обтянутая с обеих сторон кожей; по ней, там и сям [ударяя] палочками, производят музыку, при этом из сочетания высокого и низкого звуков возникает приятнейшая мелодия» (оригинал см. в TML). Помимо этого (уникального) места,  Исидор широко использует термин symphonia и в обычном, античном значении консонанса.
3. ↑  Программные сюиты, появившиеся в конце XIX — например, у Ж. Бизе, Э. Грига, П. И. Чайковского, Н. А. Римского-Корсакова, — или в XX веке, со старинным жанром сюиты не имеют никаких связей[32].
4. ↑  Б. Асафьев рассматривал симфонизм как особое качество внутренней организации произведения, его драматургии и формообразования, как категорию музыкального мышления — «непрерывность музыкального сознания, когда ни один элемент не мыслится и не воспринимается как независимый среди остальных»[134].